# Simbolička velika loža Mađarske
Simbolička velika loža Mađarske (mađ. Magyarországi Symbolikus Nagypáholy) je regularna slobodnozidarska velika loža u Mađarskoj.

## Povijest
U lipnju 1950. godine komunistička Mađarska je zabranila rad Velikoj simboličkoj loži Ugarske a sva njihova imovina je zaplijenjena.
Nakon demokratskih promjena koje su uslijedile padom komunizma 1989. godine stvoreni su uvjeti za obnovu slobodnog zidarstva u Mađarskoj. U austrijskom Patipronu formirane su četiri mađarske lože ("Ferenc Deák", "Galilei", "Jednakost" i "Arpad") koje su 27. prosinca 1989. godine prebačene u Budimpešti, kada je uspostavljena i Simbolička velika loža Mađarske uz pomoć Velike lože Austrije. Nakon toga priznanje je uslijedilo od strane mnogih regularnih velikih loža, a Ujedinjena velika loža Engleske priznala je u rujnu 1990. godine.
Velika loža proslavila je 250 godina slobodnog zidarstva u Mađarskoj 1999. godine. Iste godine u Budimpešti su osnovana dvije lože, "Liszt" i "Sv. Stjepan".
Godine 2003. osnovana je i frankofonska loža u Budimpešti. U Budimpešti su još utemeljene i Loža "Zapadna vrata" (2004.), Loža "Stupovi svjetla" (2010.) te istraživačka Loža "Quatuor Coronati" (2013.). Loža "Europska akacija u Mátraalji" u Đunđušu osnovana je 2010. godine.
Loža "Bratstvo" u Šopronu, osnovana 1999. godine od strane Velikog orijenta Mađarske, prešla je pod zaštitu Velike simboličke lože Mađarske 2005. godine.

## Ustroj
Sjedište Simboličke velike lože Mađarske je u Budimpešti.

### Lože
Simbolička velika loža Mađarske ima 15 loža, od kojih njih 12 radi u Budimpešti te po jedna u Segedinu, Šopronu i Đunđušu.
- Loža "Arpad, za Bratstvo" (Árpád, a Testvériséghez páholy) br. 1, Segedin – nosi naziv po segedinskoj loži utemeljenoj 1870. godine, od 1989. do 1994. je radila u Budimpešti.[10]
- Loža "Galilei" (Galilei páholy) br. 2, Budimpešta[11] – nosi naziv po Galileu Galilei, talijanskom matematičaru i fizičaru, kao i po budimpeštanskoj loži utemeljenoj 1871. godine.
- Loža "Jednakost" (Egyenlőség páholy) br. 3, Budimpešta – nosi naziv po Loži "Jednakost" (njem. Loge Gleichheit) iz Beča koja je pomogla u njenom osnivanju.[12]
- Loža "Ferenc Deák, za Bratstvo" (Deák Ferenc, a Testvériséghez páholy) br. 4, Budimpešta[13] – nosi naziv po Ferencu Deáku, državniku, kao i po budimpeštanskoj loži utemeljenoj 1885. godine.
- Loža "Orao" (Sas páholy) br. 5, Budimpešta – nosi naziv po budimpeštanskoj loži utemeljenoj 1911. godine.[14]
- Loža "Liszt" (Liszt páholy, njem. Loge Liszt) br. 6, Budimpešta – nosi naziv po skladatelju i masonu Franzu Lisztu i radi na njemačkom jeziku.
- Loža "Sv. Stjepan" (engl. St. Stephen Lodge) br. 7, Budimpešta – nosi naziv po budimpeštanskoj loži utemeljenoj 1864. godine i radi na engleskom jeziku.[15][4]
- Loža "Francuska" (France páholy, fran. Loge France) br. 9, Budimpešta – nosi naziv do državi Francuska i radi na francuskom jeziku.[5]
- Loža "Reforma" (Reform páholy), Budimpešta  – nosi naziv po budimpeštanskoj loži utemeljenoj 1892. godine.[16]
- Loža "Bratstvo" (Testvériség páholy), Šopron[17]
- Loža "Zapadna vrata" (Nyugati Kapu páholy), Budimpešta[18]
- Loža "Stupovi svjetla" (Fény Oszlopai páholy) br. 14, Budimpešta[19]
- Loža "Quadrum Leonardi" (Quadrum Leonardi páholy),  Budimpešta
- Loža "Europska akacija u Mátraalji" (Európa Akáca a Mátraalján páholy), Đunđuš – dio je lanca istoimenih loža koje rade pod okriljem regularnih velikih loža u Europi.[20]
- Loža "Quatuor Coronati", Budimpešta[21] – ova istraživačka loža nosi naziv po najstarijoj istraživačkoj Loži "Quatuor Coronati" br. 2076, osnovanoj 1886. godine pod zaštitom Ujedinjene velike lože Engleske (UGLE).

### Uprava
Simboličkom velikom ložom Mađarske upravlja veliki majstor (nagymester) koji se bira na trogodišnje razdoblje. Dosadašnji veliki majstori su:
1. István Galambos (1989. – 1990.)
2. György Huszár (1990. – 1991.)
3. József Ferenc (1991. – 1994.)
4. György Jobbágyi (1994. – 2000.)
5. János Ort (2000. – 2006.)
6. Géza Széphalmi (2006. – 2009.)
7. Ákos Andor Szilágyi (2009. – ?)

### Međunarodna suradnja
Simbolička velika loža Mađarske sudjeluje u radu Svjetske konferencije regularnih masonskih velikih loža. Također, potpisala je povelje o prijateljstvu i međusobnom priznavanju s preko 140 drugih regularnih velikih loža.

### Obredi
Simbolička velika loža Mađarske upravlja simboličkim stupnjevima plave lože (učenik, pomoćnik i majstor) i delegira upravljanje visokim stupnjevima na dodatna tijela i redove. Obredi koji se rade u plavoj loži su:
- Schröderov obred;
- Emulacijski obred – radi se u Loži "Sv. Stjepan"[4];

## Pridružena tijela i redovi
Upravljanje visokim stupnjevima Simbolička velika loža Mađarske provodi kroz pridružena tijela i redove od kojih svaki predstavlja jedan obred a na temelju potpisanih konkordata. Ova tijela i redovi su:
- Vrhovno vijeće Mađarske 33. i posljednjeg stupnja Drevnog i prihvaćenog škotskog obreda (Az Ősi és Elfogadott 33 Fokú Skót Rítusú Szabadkőművesség Magyar Legfelső Tanácsának) – nadležno za rad Drevnog i prihvaćenog škotskog obreda.
- Simbolički veliki kapitel Mađarske (Magyarországi Szimbolikus Nagykáptalan) – nadležan za rad Svetog kraljevskog luka.[24]

## Vanjske poveznice
- Službena stranica